# Homalium smythei
Homalium smythei är en videväxtart som beskrevs av John Hutchinson och Dalz.. Homalium smythei ingår i släktet Homalium och familjen videväxter. Inga underarter finns listade i Catalogue of Life.